# Zwicky Transient Facility
La Zwicky Transient Facility (ZTF) è un'indagine astronomica osservativa del cielo ad ampio campo che utilizza una fotocamera avanzata collegata al telescopio Samuel Oschin situato presso l'osservatorio di Monte Palomar in California, Stati Uniti. Commissionata nel 2018, sostituisce la Palomar Transient Factory che si è svolta tra il 2009 e il 2017. L'indagine è intitolata all'astronomo svizzero teorico della materia oscura Fritz Zwicky ed è registrata dalla IAU con codice I41.

## Descrizione
La Zwicky Transient Facility osserva la volta celeste nelle lunghezze d'onda visibili e infrarosse per rilevare oggetti transitori che cambiano rapidamente di luminosità, quali supernovae, lampi di raggi gamma, collisioni tra due stelle di neutroni e corpi celesti in movimento come comete e asteroidi. Dispone di una fotocamera composta da 16 CCD da 6144×6160 pixel ciascuno, che consentono a ogni singola esposizione di coprire un'area di 47 gradi quadrati. Per confronto la luna piena copre circa 0,2 gradi2 del cielo.
L'indagine è progettata per scansionare periodicamente l'intero emisfero boreale nell'arco di tre notti e il piano della Via Lattea due volte ogni notte fino a una magnitudine limite di 20,5.  La quantità di dati prodotta dalla ZTF è approssimativamente dieci volte maggiore rispetto al suo predecessore, l'Intermediate Palomar Transient Factory. La sensibile mole di dati di ZTF funge anche da prototipo per gestire e ottimizzare le campagne osservative dell'osservatorio Vera C. Rubin, operativo da giugno 2025 e che acquisirà almeno dieci volte più dati rispetto a ZTF.
La prima luce è stata effettuata su un'area nella costellazione di Orione in data 1 novembre 2017.

## Ricerca scientifica e risultati
Il progetto ZTF ha riportato numerose scoperte in vari campi:
- asteroidi:  il 7 febbraio 2018 con la scoperta di 2018 CL, un piccolo asteroide NEO appartenente al gruppo Aten. Una ricerca nell'archivio della ZTF ha identificato immagini della cometa interstellare 2I/Borisov alla data del 13 dicembre 2018, poi osservata ad agosto 2019. I dati hanno consentito di retrodatarne di otto mesi gli studi orbitali.[7][8] Il 4 gennaio 2020 ha scoperto 594913 ꞌAylóꞌchaxnim, il primo asteroide con un'orbita interamente compresa all'interno di quella di Venere.

- comete: ZTF ha scoperto le comete non periodiche C/2019 J2 (Palomar)[9], C/2020 V2 ZTF, C/2021 D2 ZTF, C/2021 E3 ZTF[10], C/2022 E3 ZTF[11] e C/2022 P3 ZTF, inoltre ha scoperto le comete periodiche P/2021 N1 ZTF e P/2022 P2 ZTF.

- supernove: nel dicembre del 2019 ha scoperto la supernova SN 2019yvq.
- A febbraio 2025 sono stati pubblicati una serie di articoli[12], frutto di un'indagine esplorativa svoltasi tra marzo 2018 e dicembre 2020 che ha portato alla scoperta e caratterizzazione di un notevole numero di supernove. La release, denominata Dr2, contiene 3628 supernove di tipo Ia vicine (z < 0,3).[13]